# Eksholmssjön
Eksholmssjön är en sjö i Svedala kommun i Skåne och ingår i Sege ås huvudavrinningsområde. Sjön är 2,5 meter djup, har en yta på 0,0919 kvadratkilometer och är belägen 48,6 meter över havet. Eksholmssjön ligger i naturreservatet Eksholm och Eksholm Natura 2000-område.

## Delavrinningsområde
Eksholmssjön ingår i det delavrinningsområde (616553-133973) som SMHI kallar för Mynnar i Torrebergabäcken. Medelhöjden är 42 meter över havet och ytan är 30,51 kvadratkilometer. Det finns inga avrinningsområden uppströms utan avrinningsområdet är högsta punkten. Vattendraget som avvattnar avrinningsområdet har biflödesordning 3, vilket innebär att vattnet flödar genom totalt 3 vattendrag innan det når havet efter 19 kilometer. Avrinningsområdet består mestadels av skog (15 procent), öppen mark (13 procent) och jordbruk (67 procent). Avrinningsområdet har 0,09 kvadratkilometer vattenytor vilket ger det en sjöprocent på 0,3 procent. Bebyggelsen i området täcker en yta av 0,79 kvadratkilometer eller 3 procent av avrinningsområdet.